# ستيف فرازير
ستيف فرازير (بالإنجليزية: Steve Fraser) هو مصارع هاوي أمريكي، ولد في 23 مارس 1958 في ميشيغان في الولايات المتحدة.

## وصلات خارجية
- ستيف فرازير على موقع قاعدة بيانات المصارعة الدولية (الإنجليزية)
- ستيف فرازير على موقع اللجنة الأولمبية الدولية (الإنجليزية)
- ستيف فرازير على موقع أوليمبيديا (الإنجليزية)